# Saint-Sernin-du-Plain
Saint-Sernin-du-Plain är en kommun i departementet Saône-et-Loire i regionen Bourgogne-Franche-Comté i östra Frankrike. Kommunen ligger i kantonen Couches som tillhör arrondissementet Autun. År 2022 hade Saint-Sernin-du-Plain 604 invånare.

## Befolkningsutveckling
Antalet invånare i kommunen Saint-Sernin-du-Plain
| Referens: INSEE |